# Michelle Lachenmeier
Michelle Lachenmeier (geboren am 4. August 1985 in Basel) ist eine Schweizer Politikerin (Grüne). Sie ist Grossrätin des Kantons Basel-Stadt.

## Ausbildung und Beruf
Michelle Lachenmeier studierte an der Universität Basel Rechtswissenschaften und schloss 2010 mit dem Master ab. Anschliessend war sie bis 2014 an der Universität Basel Assistentin bei Kurt Seelmann an der Professur für Strafrecht und Rechtsphilosophie. Danach arbeitete sie als Volontärin und Anwaltssubstitutin. Von 2013 bis 2017 war sie nebenamtliche Richterin am Strafgericht Basel-Stadt. 2017 promovierte sie. Von 2017 bis 2018 war sie Lehrbeauftragte an der Universität Basel und von 2017 bis 2018 ausserordentliche Gerichtsschreiberin am Zivilgericht Basel-Stadt. 2018 bestand sie das Anwaltsexamen im Kanton Basel-Stadt. Seit 2019 ist sie Advokation in der Basler Anwaltskanzlei Liatowitsch und Partner.

## Politik
Lachenmeier gehört einer Familie mit einer Tradition des politischen Engagements an. Bereits ihr Urgrossvater und ihr Grossvater waren Mitglied des Grossen Rates. Ihre Mutter ist die Grossrätin und Nationalrätin Anita Lachenmeier. Michelle Lachenmeier wurde 2016 in den Grossen Rat des Kantons Basel-Stadt gewählt. Ihr Amt trat sie am 1. Februar 2017 an. Sie wurde Mitglied der Justiz-, Sicherheits- und Sportkommission (JSSK) und des Ratsbüros.